# Las Cañas, Michoacán de Ocampo
Las Cañas är en ort i Mexiko.   Den ligger i kommunen Arteaga och delstaten Michoacán de Ocampo, i den södra delen av landet, 300 km väster om huvudstaden Mexico City. Las Cañas ligger 341 meter över havet och antalet invånare är 1 076.
Terrängen runt Las Cañas är huvudsakligen kuperad, men den allra närmaste omgivningen är platt. Runt Las Cañas är det mycket glesbefolkat, med 7 invånare per kvadratkilometer. Las Cañas är det största samhället i trakten. I omgivningarna runt Las Cañas växer huvudsakligen savannskog.